# Detachement von Randow

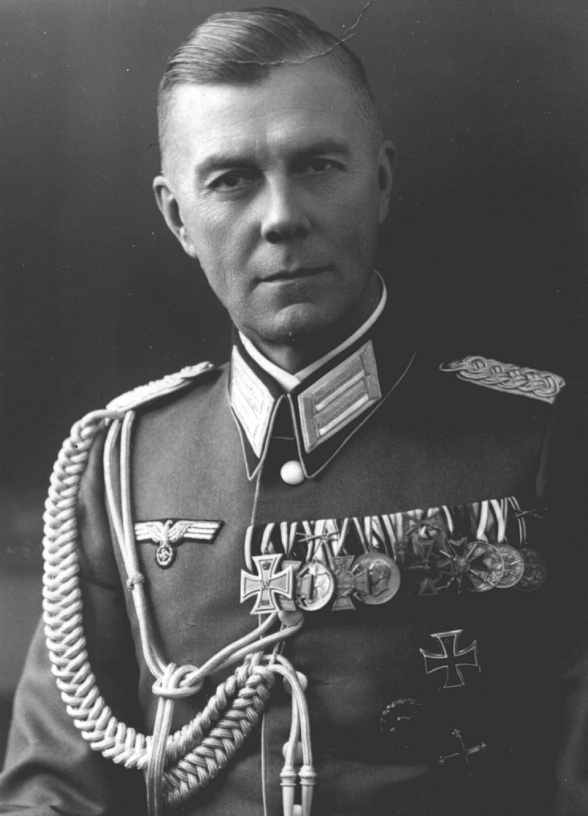
Alfred von Randow als Major der Wehrmacht

Das Freiwilligen Detachement von Randow war eine Freikorps-Einheit im Baltikum nach dem Ersten Weltkrieg. Es wurde von Hauptmann Alfred von Randow am 5. Januar 1919 in Schaulen aufgestellt, nachdem sein Ersuchen auf Bildung eines Freikorps zum Schutz der Bahnlinie nach Schaulen vom Armeeoberkommando (AOK) am 2. Januar 1919 genehmigt worden war.
Konkret ging es um die Sicherung der Bahnlinie Lidowiany-Tauroggen. Aus Formationen der ehemaligen 8. Armee, Freiwilligen, Versprengten der Eisernen Brigade (Leutnant Winterhalter mit rund 80 Mann), der Freiwilligenkompanie 5. Ersatz-Division, Freiwilligen aus Torgau unter Leutnant Prickler, einer  Maschinengewehr(MG)-Kompanie in Tilsit unter Feldwebel-Leutnant Schulz wurde das Detachement gebildet. Am 11. Januar 1919 bestand etwa folgende Gliederung:
Stab des Detachement:
- Kommandeur: Hauptmann Alfred von Randow, Tilsit
- Adjutant: Leutnant G. Negendank
- Verpflegungsoffizier	Leutnant Bauch

Infanteriekompanien:
- Führer Leutnant Durlach, rund 100 Mann, 4 schwere MG
- Führer Leutnant Winterhalter, rund 100 Mann, 6 schwere MG
- Führer Leutnant Schönfeld, rund 40 Mann

Das Bahnschutz-Bataillon unterstand taktisch seit dem 5. Januar 1919 unmittelbar dem LII. Armeekorps, Insterburg, seit dem 19. Januar der 1. Infanterie-Brigade, Oberst Sydow. Von diesem Zeitpunkt an führte die Truppe die Bezeichnung Freikorps von Randow.
Seit Ende Januar 1919 war das Detachement von Randow bestrebt, durch anhaltende kleinere Vorstöße den Gegner zu beunruhigen und ihn über die eigene Stärke im Unklaren zu lassen. Fast täglich kam es zu Schießereien und Gefechten. Am 3. Februar 1919 stieß ein Jagdkommando der Abteilung von Randow bis zum Eisenbahnknotenpunkt Radviliškis vor und zerstörte dort Lokomotiven und Gleisanlagen.
Am 10. Februar traten als Verstärkung zwei württembergische Kompanien mit fünf Offizieren und 300 Mann des XIII. Armeekorps als 7. und 8. Kompanie (Gruppe Schwaben) zum Detachement. Das Freikorps vergrößerte sich jetzt schnell und erreichte bis Ende Februar 1919 eine Stärke von 2.635 Mann und vergrößerte sich bis zu seinem Ende auf fast 5.000 Mann.
Vom 14. März an trat das Detachement von Randow beiderseits Dubysa zum Angriff in Richtung Schaulen an und erstürmte eine Reihe von Ortschaften. Die litauische Regierung hatte von Randow hierzu mehrere Infanteriekompanien und eine starke Kavallerieabteilung unterstellt.
Nachdem es am 27. Februar zu einem Gefecht der Nordgruppe des Detachements von Randow bei Szakiany gekommen war, das von den Bolschewiki geräumt wurde, versammelte das Generalkommando LII die Abteilung von Randow am 10. März im Raum von Cytowiany zum Vormarsch, in dessen Verlauf die Abteilungen Meyer und von Randow am 12. März Radviliškis und Schaulen besetzten. Im weiteren allgemeinen Vorgehen erzielte das Detachement am 22. bei Kapzuny einen beachtlichen Erfolg und unterstützte litauische Truppen. Am 3./4. April gelang es überlegenen russisch-bolschewistischen Kräften, das von litauischen Truppen und kleineren Teilen des Detachements besetzte Poniewicz zu nehmen; diese folgen aber nur mit schwächeren Kräften, so dass das Detachement die sogenannte Szoja-Linie gegen alle Angriffe halten konnte.
Am 17. Mai übernahm Hauptmann Meyer die Führung des Detachements für den beurlaubten Major von Randow, der nicht mehr zu seiner Truppe zurückkehren sollte.

## Fahne und Orden
Randow befehligte das Detachement nur knapp fünf Monate. In dieser Zeit gab er dem Freikorps eine Fahne und stiftete ihm ein Abzeichen und einen Orden (Deutschritter-Kreuz). In der Mitte der schwarzen Fahne befand sich ein weißer Schild mit einem durchlaufenden schwarzen Kreuz (Deutschritterschild), in der unteren äußeren Ecke der Fahne das Wappen von Randows. Sie wurde bis zur Auflösung der Einheit geführt. Danach war sie zunächst im Schlageter-Gedächtnis-Museum, dann im Heeresarchiv Potsdam und seit 1938 beim Kyffhäuserbund. Seit Ende des Zweiten Weltkriegs ist sie verschollen. Das Abzeichen des Detachements zeigte ebenfalls den Deutschritterschild und wurde zunächst auf den Kragenecken des Waffenrocks und Mantels getragen, später auf dem linken Oberarm.

## Neugliederung und Ende
Am 1. April wurde eine weitere Neugliederung vorgenommen und die nun folgenden Wochen vergingen unter anhaltenden Schießereien, Patrouillen und kleineren Vorstößen.
Am 3. April 1919 übernahm Hauptmann Würth von Würthenau an Stelle des beurlaubten Hauptmann Meyer die Führung des Detachements, der diese am 16. April endgültig niederlegte. Nachdem die Teile der Abteilung am 21./22. Juni 1919 verladen worden waren, um im rückwärtigen Gebiet den Bahnschutz zu übernehmen, wurde das Detachement am 1. Juni 1919 laut Verfügung der Brigade Schaulen im Rahmen der Eingliederung in die vorläufige Reichswehr in I. Bataillon Reichswehr-Schützenregiment 71 umbenannt. Im August der Reichswehr-Brigade 38 unterstellt, erfolgte der Abtransport nach Celle, wo die Einheiten bis zum 30. August 1919 eintrafen.